# Церница (Варварин)
Церница је насеље у Србији у општини Варварин у Расинском округу. Према попису из 2022. било је 150 становника (према попису из 2002. било је 275 становника).

## Историја
Церница је добила име због Церничког Потока, на коме се налази. а поток је добио име због многих церова што око њега расту. Село је насељено почетком 19 века, али се на зна тачно време његовог настанка. На овом месту у старо време је био кованлук села Бачине, касније су се ту почели досељавати први становници, те тако Церница постаје заселак Бачине, а после, развојем, и самостално село.
До Другог српског устанка Церница се налазила у саставу Османског царства. Након Другог српског устанка улази у састав Кнежевине Србије и административно је припадала Јагодинској нахији и Темнићској кнежини све до 1834. године када је Србија подељена на сердарства.

### Порекло становништва
Најстарија и највећа породица у селу је породица Николић, досељена је из околине Копаоника. Славе. св. Мину.
Према пореклу ондашње становништво Цернице из 1905. године, може се овако распоредити:
- Из околине Копаоника има 1 породица са 30 кућa.
- Из околине има 1 породицa са 12 кућa.
- Из Топлице има 1 породица са 7 кућa.
- Из околине Новог Пазара има 1 породица са 6 кућa.
- Из Старе Србије има 1 породица са 5 кућa.
- Из Жупе има 1 породица са 4 куће. (подаци датирају из 1905. године)[2]

## Демографија
У насељу Церница живи 156 пунолетних становника, а просечна старост становништва износи 47,9 година (44,8 код мушкараца и 51,5 код жена).
Ово насеље је великим делом насељено Србима (према попису из 2011. године), а у последња четири пописа, примећен је пад у броју становника.
|  |

| Демографија | Демографија | Демографија |
| Година      | Становника  | Становника  |
| ----------- | ----------- | ----------- |
| 1948.       | 678         |             |
| 1953.       | 669         |             |
| 1961.       | 624         |             |
| 1971.       | 507         |             |
| 1981.       | 379         |             |
| 1991.       | 323         | 318         |
| 2002.       | 275         | 275         |

| Етнички састав према попису из 2002.‍ | Етнички састав према попису из 2002.‍ | Етнички састав према попису из 2002.‍ | Етнички састав према попису из 2002.‍ | Етнички састав према попису из 2002.‍ |
| ------------------------------------ | ------------------------------------ | ------------------------------------ | ------------------------------------ | ------------------------------------ |
|                                      |                                      |                                      |                                      |                                      |
| Срби                                 | Срби                                 |                                      | 272                                  | 98,90%                               |
| Мађари                               | Мађари                               |                                      | 1                                    | 0,36%                                |
| Власи                                | Власи                                |                                      | 1                                    | 0,36%                                |
| непознато                            | непознато                            |                                      | 1                                    | 0,36%                                |

| Церница у пописима Јагодинске нахије — од 1818. до 1829.                          |       |       |       |       |       |       |          |       |       |       |       |       |
| Година пописа                                                                     | 1818. | 1819. | 1820. | 1821. | 1822. | 1823. | 1824/25. | 1825. | 1826. | 1827. | 1828. | 1829. |
| Куће                                                                              | 15    | 18    | 19    | 18    | 18    | 18    | 21       | 21    | 19    | 24    | 23    | 23    |
| Пореске главе*                                                                    | -     | 22    | 23    | 20    | 21    | 23    | 28       | 28    | 24    | 24    | 26    | 28    |
| Арачке главе**                                                                    | 37    | 47    | 49    | 49    | 54    | 54    | 58       | 59    | 63    | 66    | 62    | 67    |
| *Пореске главе = Ожењени мушкарци \| ** Арачке главе = Мушкарци од 7 до 70 година |       |       |       |       |       |       |          |       |       |       |       |       |

| Година пописа     | 1948. | 1953. | 1961. | 1971. | 1981. | 1991. | 2002. |
| ----------------- | ----- | ----- | ----- | ----- | ----- | ----- | ----- |
| Број домаћинстава | 131   | 134   | 133   | 139   | 122   | 109   | 91    |

| Број чланова      | 1  | 2  | 3  | 4  | 5 | 6 | 7 | 8 | 9 | 10 и више | Просек |
| ----------------- | -- | -- | -- | -- | - | - | - | - | - | --------- | ------ |
| Број домаћинстава | 21 | 29 | 10 | 12 | 7 | 7 | 0 | 4 | 1 | 0         | 3,02   |

| Пол    | Укупно | Неожењен/Неудата | Ожењен/Удата | Удовац/Удовица | Разведен/Разведена | Непознато |
| ------ | ------ | ---------------- | ------------ | -------------- | ------------------ | --------- |
| Мушки  | 118    | 25               | 78           | 10             | 5                  | 0         |
| Женски | 122    | 10               | 77           | 33             | 2                  | 0         |
| УКУПНО | 240    | 35               | 155          | 43             | 7                  | 0         |

| Пол    | Укупно                    | Пољопривреда, лов и шумарство | Рибарство                            | Вађење руде и камена | Прерађивачка индустрија       |
| ------ | ------------------------- | ----------------------------- | ------------------------------------ | -------------------- | ----------------------------- |
| Мушки  | 65                        | 53                            | 0                                    | 0                    | 4                             |
| Женски | 38                        | 33                            | 0                                    | 0                    | 0                             |
| УКУПНО | 103                       | 86                            | 0                                    | 0                    | 4                             |
| Пол    | Производња и снабдевање   | Грађевинарство                | Трговина                             | Хотели и ресторани   | Саобраћај, складиштење и везе |
| Мушки  | 2                         | 0                             | 2                                    | 0                    | 0                             |
| Женски | 0                         | 0                             | 0                                    | 0                    | 0                             |
| УКУПНО | 2                         | 0                             | 2                                    | 0                    | 0                             |
| Пол    | Финансијско посредовање   | Некретнине                    | Државна управа и одбрана             | Образовање           | Здравствени и социјални рад   |
| Мушки  | 0                         | 1                             | 1                                    | 0                    | 1                             |
| Женски | 0                         | 0                             | 1                                    | 3                    | 0                             |
| УКУПНО | 0                         | 1                             | 2                                    | 3                    | 1                             |
| Пол    | Остале услужне активности | Приватна домаћинства          | Екстериторијалне организације и тела | Непознато            | Непознато                     |
| Мушки  | 0                         | 1                             | 0                                    | 0                    | 0                             |
| Женски | 0                         | 0                             | 0                                    | 1                    | 1                             |
| УКУПНО | 0                         | 1                             | 0                                    | 1                    | 1                             |